# Hayat Production
Хајат продукција (изв.: Hayat Production, изг.: Хајат продакшон; скр.: HP / ХП) јесте босанскохерцеговачка музичка издавачка кућа и медијски дистрибутер са сједиштем у Сарајеву (БиХ). Оснивање је било октобра 2004. године.
ХП нуди услугу пи-ар менаџмента и/или менаџмента за умјетнике, услуге дискографског издавања, продукције пјесама, видео-продукције. Партнери ХП су Нова БХ, БХРТ, Дневни аваз, ФТВ, Кликс, Н1, Ослобођење, много радио-станица, предузећа и др. Емитовањем на припадајућем каналу Хајат, уз помоћ партнера као сарадника — медијима, рекламирањем, промоцијом — истичу свој рад односно доносе га публици и самој јавности. ХП је организовала низ концерата (3 у Зетри, 8 у Дому младих, 1 у Скендерији). До дана-данашњег, ХП има више од 300 сопствених издања, 80 лиценцних, 400 објеката за дистрибуцију (продају). Ово је најзаступљенија дискографска кућа у Босни и Херцеговини.

## Најзначајнији извођачи
- Аднан Јакуповић
- Аднан Незиров
- Ал Дино
- Амел Ћурић
- Амир Казић Лео
- Анида Идризовић
- Армин Шаковић
- Арнел Јолдић
- Ван Гог
- Владо Подани
- Горан Бреговић
- Горан Каран
- Дениал Ахметовић
- Дино Мемић
- Елвир Лаковић Лака
- Елвира Рахић
- Елдин Хусеинбеговић
- Емир и Фрозен камелс
- Енес Беговић
- Ерогене зоне []
- Жељко Бебек
- Жељко Јоксимовић
- Забрањено пушење
- Ивана Банфић
- Индира Форза
- Јасна Госпић
- Jinx
- Калиопи
- Кемал Хасић
- Колонија
- Легенде
- Лету штуке
- Маја Сар
- Масимо Савић
- Милиграм
- Мирза Шољанин
- Мостар севдах реунион
- Мухамед Фазлагић Фазла
- Мухарем Сербезовски
- Нино Пршеш
- Нихад Алибеговић
- Оливер Драгојевић
- Рамиз Селак
- Селма Бајрами
- Семир Церић Коке
- Тереза Кесовија
- Тони Цетински
- Тончи Хуљић
- Тропико бенд
- Северина
- Сергеј Ћетковић
- СМС
- Халид Бешлић
- Ханка Палдум
- Хари Мата Хари
- Харис Џиновић
- Хасиба Агић
- Cubismo
- Џенан Лончаревић
- Џибони
- Шериф Коњевић

извори: 